# Millinocket (Maine)
Millinocket – miasto w Stanach Zjednoczonych, w stanie Maine, w hrabstwie Penobscot.